# Nahum Castro
Nahum Castro Henríquez (Santiago, 1 de diciembre de 1929-Santiago, 13 de enero de 2010) fue un ingeniero civil, dirigente gremial y político chileno, que se desempeñó como director general de la Empresa de los Ferrocarriles del Estado de Chile (EFE) entre 1970 y 1971, durante el gobierno del presidente socialista Salvador Allende.

## Familia y estudios
Nació en Santiago de Chile el 1 de diciembre de 1929, hijo de Serapio Castro Montero y Rosa Ester Henríquez Molina. Tuvo seis hermanos: Nieves, Quina, José, Luis, Moisés y Daniel. Realizó sus estudios primarios en la Escuela Hermanos Matte de Santiago y los secundarios en el Instituto Nacional. Continuó los superiores en la Escuela de Artes y Oficios (EAO) de la Universidad Técnica del Estado (UTE), donde obtuvo en 1952, a los veintitrés años, el título de técnico mecánico; más adelante, en esa misma casa de estudios se tituló como ingeniero civil en 1959.
Se casó y tuvo seis hijos.

## Carrera política
Inició su actividad política en 1949, con diecinueve años, al incorporarse a las filas del Partido Socialista (PS); en ese mismo año, en el marco del gobierno del presidente radical Gabriel González Videla, sería encarcelado por su participación en varias manifestaciones públicas.
Durante su época universitaria, en tanto, trabajó en algunas empresas pequeñas, y se involucró en la política activa ocupando los cargos de secretario general y presidente del Centro de Alumnos de la UTE. Más tarde, fue miembro del Consejo Universitario de dicho alto plantel de estudio. A inicios de la década de 1950, siendo aún técnico mecánico, fue nuevamente encarcelado debido a desórdenes y relegado a la oficina salitrera María Elena, en el contexto de la misma administración radical.
Al interior del PS, ejerció diversos cargos, pasando por la Juventud Socialista (JS), el Comité Central y el Comité Regional de Antofagasta. Además, participó también en varios congresos nacionales de la colectividad.
En el plano gremial, tuvo una destacada figuración como presidente del Sindicato de Técnicos Empleados de las compañías salitreras María Elena y Pedro de Valdivia. Fue también, director del Sindicato de Profesionales de la oficina salitrera María Elena, como asimismo miembro de la Directiva Nacional de la Federación de Estudiantes Mineros e Industriales de Chile (FEMICH).

## Carrera profesional
Una vez titulado de ingeniero, se integró a la administración pública como funcionario de la Empresa de los Ferrocarriles del Estado (EFE) durante el gobierno del presidente Jorge Alessandri en 1959. En dicha firma, se desempeñó en la Maestranza San Bernardo; en el Departamento de Tracción y de la Maestranza San Eugenio, ambos en Santiago; y como ingeniero de la especialidad en Chillán, en Concepción y en Coquimbo.
De forma paralela, trabajó en el Ministerio de Obras Públicas (MOP) desempeñándose en las áreas zonales de la Dirección de Vialidad de Antofagasta, Colchagua y Curicó. Posteriormente, actuó en el ferrocarril de Tocopilla al Toco; en la Compañía Minera "La Africana"; en la Dirección de Servicios Eléctricos y Gas del MOP; en las instalaciones de la Empresa Nacional del Petróleo (ENAP) en la localidad de Cerro Sombrero (comuna de Primavera); y en la Industria Immar de Valdivia.
Por otra parte, entre 1964 y 1965, cumplió funciones de asesor técnico a nivel ministerial como experto en transporte ferroviario del gobierno de Cuba. Durante ese periodo, además, trabajó en Francia, Inglaterra, Checoslovaquia y Canadá, fungiendo misiones encargadas por el gobierno de dicho país caribeño presidido por Fidel Castro.

### Director general de Ferrocarriles del Estado
A su retorno al país, fue designado como subjefe del Subdepartamento de Mantenimiento de Equipo Rodante de Tracción de la EFE, posición que mantuvo hasta el 16 de noviembre de 1970, fecha en que fue nombrado como director general de la firma estatal, bajo el gobierno del presidente y correligionario Salvador Allende. El 15 de enero de 1971 fue agredido al llegar a su casa en Crescente Errázuriz 1660 por cuatro desconocidos con un arma cortopunzante; Castro sufrió diversas heridas por lo que fue trasladado a la Posta Central y posteriormente al Instituto de Neurocirugía, reasumiendo sus labores como director de Ferrocarriles el 25 de enero.
Durante su gestión, le correspondió enfrentar el accidente de Gualliguaica, ocurrido al mediodía del 11 de marzo de 1971 cerca de Vicuña, en la provincia de Elqui, cuando un tren que llevaba 350 pasajeros, la mayoría niños, se descarriló por un barranco de 12 metros de altura matando a trece personas. Asimismo, formó parte de la organización del Tren Popular de la Cultura en febrero de 1971 y tuvo que hacer frente a los daños en algunas vías ocasionados por el terremoto de Illapel del 8 de julio de ese mismo año.
Dejó la dirección general de Ferrocarriles del Estado el 4 de agosto de 1971, siendo reemplazado al día siguiente por el también ingeniero y militante socialista Alfredo Rojas Castañeda. Posteriormente, en octubre de 1971 fue detenido tras ser acusado de formar parte de un grupo extremista denominado «Fuerzas Armadas Revolucionarias» (FAR), en donde recibía el apodo de «Comandante Serapio» y que habrían sido los causantes del ataque que sufrió en febrero, por lo que la prensa denominó que dicha acción fue un «autoatentado»; fue puesto en libertad bajo fianza el 20 del mismo mes. Alejandro Jiliberto, miembro de la Comisión Política del Partido Socialista, señaló a la prensa que Nahum Castro había sido expulsado del partido.
Tras el golpe de Estado del 11 de septiembre de 1973 dirigido por el general Augusto Pinochet y que derrocó a Allende, fue detenido por militares y enviado a varios campos de concentración, entre ellos el Estadio Nacional y Chacabuco y Tres Álamos. Al recuperar la libertad, pasó a la clandestinidad y se dedicó a organizar manifestaciones contra el régimen dictatorial, razón por la que «por constituir un peligro para la Seguridad Interior del Estado», mediante el decreto n.° 373 del 14 de marzo de 1975 del Ministerio del Interior, fue expulsado del país —junto a otros díez exmiembros del gobierno de Allende— por la Dirección General de la Policía de Investigaciones (PDI).